# Мухаммад Кулі Кутб-шах
Мухаммад Кулі Кутб-шах (*1565 —11 січня 1612) — 5-й султан Голконди у 1580–1612 роках, талановитий поет, покровитель культури та мистецтва.

## Життєпис
Походив з династії Кутб-шахів. Син Ібрагіма Кулі Кутб-шаха, султана Голконди. Після його смерті у 1580 році стає султаном. Проте спочатку реальна влада зосередилася в руках регентів. Вони вирішили продовжили політику попереднього султану щодо знищення Віджаянагарської імперії. Проте у 1580–1582 та 1586–1588 роках армія Голконди зазнала низки тяжких поразок від віджаянагару. Скориставшись цим Мухаммад Кулі Кутб-шах перебрав владу на себе.
У свої зовнішній політиці султан сповідував встановлення мирних стосунків із сусідами, а у внутрішній — налагодження рівноваги між мусульманами та індусами. Водночас він сам був добре освіченим: окрім арабської й фарсі, знав мови урду та телугу. У 1591 році засновує нову столицю Хадерабад, що отримала назву на честь дружини султана Хайдер Махал (до шлюбу Бгаґматі). В цьому місті за наказом султана зведено мечеть Чармінар.
Період правління Мухаммад Кулі Кутб-шах вважається часом економічного, політичного та культурного розквіту Голконди. Кулі Кутб-шах з повагою ставився до народних звичаїв. У період його правління були відроджені індуські свята холі й дівалі.
У 1607 році видав улюблену доньку Хайрат-Бахши-бегум за небіжа та названного сина Мухаммада, якого оголосив своїм спадкоємцем.

## Творчість
Мухаммад Кулі Кутб-шах складав вірші мовами урду, перською та телугу. Він добре володів жанрами перського вірша і майстерно прищеплював ці жанри поезії урду. Він був першим в літературі урду автором дивана — збірки віршів, які розташовані в алфавітному порядку рим. Ця збірка включала в себе газелі, касиди, рубаї, маснаві і марсії.